# Valley of the Gods
Valley of the Gods è un film del 2019, scritto, diretto e montato da Lech Majewski.

## Trama
John Ecas, separatosi da poco dalla moglie, decide di scrivere la biografia di Wes Tauros, l'uomo più ricco del pianeta. Il magnate lo invita, così, nella sua lussuosa dimora per concedergli una intervista.
La vicenda si interseca con le attività dell'azienda di Tauros. La compagnia sta, infatti, cercando di estrapolare uranio nella Valle degli Dei, costringendo il popolo navajo a ribellarsi.

## Produzione

### Riprese
Come deducibile dallo stesso titolo, le scene principali desertiche sono state girate nella Valle degli Dei (Utah). La sequenza della serata di gala ha come location principale la Fontana di Trevi a Roma.

### Cast
Tra gli interpreti principali, spicca la partecipazione di Keir Dullea nella parte del maggiordomo Ulim. L'attore americano ha dichiarato: «Io ho lavorato con tanti registi nella mia carriera, ma credo che Lech sia quello più vicino a Stanley Kubrick, perché lui ha una particolare attenzione al dettaglio. È stata una vera avventura.»
L'ex bond girl Bérénice Marlohe ha ricordato la lavorazione del film con le seguenti parole: «Quando ho letto la sceneggiatura di Valley of the Gods, ho avuto la sensazione di essere di fronte a ciò che stavo cercando. Ho intuito che Lech come regista aveva una dimensione spirituale e un’elevata comprensione delle cose.»

## Distribuzione

### Data di uscita
Il film è uscito nelle sale italiane il 3 giugno 2021, grazie alla collaborazione tra Lo Scrittoio e CG Entertainment. È stato proposto in due versioni: originale sottotitolata e doppiato in italiano.

## Promozione
Il primo trailer italiano è uscito il 21 maggio 2021.

## Accoglienza

### Critica
Valley of the Gods ha ricevuto giudizi positivi dalla maggior parte della critica. MyMovies.it considera la pellicola come un «lavoro ricco di intuizioni visive, omaggi (...) un labirinto esistenziale» Il sito Artribune.com reputa il film come un «un’esperienza visiva, emotiva e di linguaggio», sottolineando come Majewski riporti alla luce temi cari del suo cinema. Artslife.com definisce il lungometraggio «ambizioso e spericolato.»

## Influenza culturale
Come ha sostenuto lo stesso autore, Valley of the Gods presenta numerosi richiami alla filmografia di Orson Welles. In particolare, la struttura della reggia di Wes Tauros omaggia la dimora di Charles Foster Kane (Quarto Potere). Giancarlo Zappoli sostiene, in un suo articolo, che l'opera faccia riferimento allo stile di Terrence Malick.

## Riconoscimenti
- Sitges - Festival internazionale del cinema fantastico della Catalogna (2020)
  - Candidatura Miglior film (Lech Majewski)
- Polskie Nagrody Filmowe (2021)
  - Migliore scenografia (Christopher R. DeMuri)
  - Candidatura Miglior Trucco (Dominika Dylewska)